# Jon Egiarte
Jon "Tati" Egiarte (né le 7 août 1960 à Amorebieta-Echano et mort le 25 septembre 2018) est un coureur cycliste espagnol, professionnel de 1983 à 1990. Sa carrière professionnelle est marquée par sa victoire lors de la 15e étape du Tour d'Espagne 1986.

## Biographie
Ses débuts sont prometteurs, avec un titre de champion d'Espagne du contre-la-montre par équipes junior en 1978 aux côtés de Jon Koldo Urien, Federico Echave et Julián Gorospe, puis celui de champion d'Espagne du contre-la-montre par équipes amateur en 1981 avec Jon Koldo Urien, Sabino Angoitia et Julián Gorospe. Ses années professionnelles sont plus compliquées, malgré une victoire lors de la 15e étape du Tour d'Espagne 1986.

## Palmarès sur route

### Palmarès amateur
- 1978
  -  Champion d'Espagne du contre-la-montre par équipes juniors (avec Federico Echave, Jon Koldo Urien (es) et Julián Gorospe)
- 1980
  - 3e de la Santikutz Klasika
- 1981
  -  Champion d'Espagne du contre-la-montre par équipes (avec Jon Koldo Urien (es), Julián Gorospe et Sabino Angoitia)
- 1982
  - 3e de la Subida a Gorla
  - 3e du Tour de la Bidassoa

### Palmarès professionnel
- 1986
  - 15e étape du Tour d'Espagne

### Résultats sur les grands tours

#### Tour d'Espagne
6 participations
- 1983 : 46e
- 1984 : 48e
- 1985 : 78e
- 1986 : 91e, vainqueur de la 15e étape
- 1987 : abandon
- 1985 : 83e

#### Tour d'Italie
1 participation
- 1987 : abandon

## Palmarès en cyclo-cross
- 1987
  - 2e du championnat d'Espagne de cyclo-cross
- 1989
  - 3e du championnat d'Espagne de cyclo-cross

## Palmarès en VTT
- 1990
  - 3e du championnat d'Espagne de cross-country